# Лучу (Јаломица)
Лучу (рум. Luciu) насеље је у Румунији у округу Јаломица у општини Гура Јаломицеј. Oпштина се налази на надморској висини од 10 m.

## Становништво
Према подацима из 2002. године у насељу је живело 1507 становника, од којих су сви румунске националности.